# Canton de Souvigny
Le canton de Souvigny est une circonscription électorale française située dans le département de l'Allier en région Auvergne-Rhône-Alpes.
Le canton est réputé pour ses nombreuses églises romanes, construites autour de l'important prieuré clunisien de Souvigny : églises romanes du pays de Souvigny.
À la suite du redécoupage cantonal de 2014, les limites territoriales du canton sont remaniées. Le nombre de communes du canton passe de 11 à 29.

## Géographie
Ce canton est organisé autour de Souvigny dans l'arrondissement de Moulins. Dans les limites cantonales en vigueur avant le redécoupage effectif en mars 2015, son altitude varie de 204 m (Agonges) à 485 m (Noyant-d'Allier) pour une altitude moyenne de 273 m.

## Histoire
Le périmètre du canton est modifié à la suite du redécoupage des cantons du département de l'Allier, pour les élections départementales de 2015.

## Représentation

### Conseillers généraux de 1833 à 2015
| Période      | Période          | Identité                             | Étiquette        | Qualité |
| ------------ | ---------------- | ------------------------------------ | ---------------- | --- |
| 1833         | 1848             | Frédéric Pierre Bohat                |                  | Notaire, propriétaire, maire de Souvigny |
| 1848         | 1855             | Pierre Hippolyte Raynaud (1795-1876) | Centre           | Avocat à Gannat Propriétaire, maire-adjoint de Cressanges - Député (1830-1834 et 1839-1842)                                                   |
| 1855         | 1871             | Jean François Bardoux (1805-1874)    |                  | Propriétaire à Souvigny Procureur à Gannat puis vice-président du tribunal de Moulins                                                         |
| 1871         | 1898             | Sosthène Patissier                   | Centre gauche    | Avocat à Moulins - Propriétaire à Souvigny Député (1871-1881)                                                                                 |
| 1898         | 1910 (démission) | Albert Minier                        | Rad.             | Industriel (maître de verrerie) Maire de Souvigny Député (1903-1910)                                                                          |
| 1910         | 1926 (décès)     | Claude Dujon (1844-1926)             | Rad.             | Fermier général - Maire de Besson Ancien suppléant du juge de paix, Président de l'Office départemental agricole, conseiller d'arrondissement |
| 1926         | 1932 (décès)     | Jules Cordier (1869-1932)            | SFIO             | Médecin à Souvigny |
| 1932         | 1940             | Jean Paquier                         | SFIO             | Propriétaire viticulteur Maire de Besson Nommé conseiller départemental en 1942                                                               |
|              |                  |                                      |                  | |
| 1945         | 1955             | Antoine Arnefaux (1888-1971)         | SFIO             | Artisan tailleur Maire de Souvigny Ancien conseiller d'arrondissement                                                                         |
| 1955         | 1961             | Henri Campagne                       | Rad.             | Maire de Souvigny |
| 1961         | 1964 (décès)     | Pierre Girodon (1894-1964)           | SFIO             | Domestique agricole, mineur puis courtier d’une maison de vente à crédit Maire de Noyant-d'Allier (1945-1964)                                 |
| 21 juin 1964 | 1967             | Jean Magnier                         | DVD              | Médecin, maire de Souvigny |
| 1967         | 1992             | Henri Coque (1907-2000)              | DVD puis UDF-CDS | Cultivateur Maire de Souvigny Président du Conseil général (1982-1985)                                                                        |
| 1992         | 1998             | Georges Fleury                       | UDF              | PDG Maire de Souvigny jusqu'en 2001 |
| 1998         | 2015             | Jean-Paul Dufrègne                   | PCF              | Conseiller de gestion Maire de Saint-Menoux (1995-2008) Président du Conseil général (2008-2015)                                              |

### Conseillers d'arrondissement (de 1833 à 1940)
| Période                                  | Période      | Identité                      | Étiquette   | Qualité |
| ---------------------------------------- | ------------ | ----------------------------- | ----------- | --- |
| 1833                                     | 1845         | Louis Billaud                 |             | Propriétaire, ancien adjoint au maire de Moulins                                                            |
|                                          |              |                               |             | |
| 1883                                     | 1895         | Gustave Pâtissier             | Républicain | Propriétaire à Chemilly                                                                                     |
| 1895                                     | 1910         | Claude Dujon                  | Radical     | Agriculteur viticulteur, maire de Besson                                                                    |
| 1910                                     | 1919         | Antoine Bélien                | Radical     | Propriétaire agriculteur, adjoint au maire de Souvigny                                                      |
| 1919                                     | 1931         | Jean Vouilloux (1865-1932)    | Radical     | Négociant en vins, maire de Souvigny                                                                        |
| 1931                                     | 1938 (décès) | Étienne Charveron (1866-1938) | SFIO        | Artisan cordonnier, maire de Noyant-d'Allier                                                                |
| 1938                                     | 1940         | Antoine Arnefaux              | SFIO        | Artisan tailleur, maire de Souvigny                                                                         |
| 1940                                     |              |                               |             | Les conseils d'arrondissement ont été suspendus par la loi du 12 octobre 1940 et n'ont jamais été réactivés |
| Les données manquantes sont à compléter. |              |                               |             | |

Sources : Archives départementales de l'Allier, rubrique "Presse" - https://archives.allier.fr/archives-en-ligne/presse?arko_default_63e27309704a6--ficheFocus=

### Conseillers départementaux à partir de 2015
| Période élective | Période élective | Mandat | Mandat   | Identité                | Nuance | Nuance | Qualité |
| ---------------- | ---------------- | ------ | -------- | ----------------------- | ------ | ------ | --- |
| 2015             | 2021             | 2015   | 2021     | Jean-Paul Dufrègne      |        | PCF    | Conseiller d'entreprise Député de la 1re de l'Allier (depuis 2017) Conseiller municipal de Saint-Menoux (2008-2020) Président de la communauté de communes du Bocage Bourbonnais (2017)           |
| 2015             | 2021             | 2015   | 2021     | Marie-Françoise Lacarin |        | PCF    | Conseillère agricole retraitée Maire de Cressanges (depuis 2014) Vice-présidente de la communauté de communes du Bocage Bourbonnais Ancienne conseillère générale du canton du Montet (2004-2015) |
| 2021             | 2028             | 2021   | en cours | Jean-Marc Dumont        |        | PCF    | Attaché parlementaire de Jean-Paul Dufrègne Maire de Tronget (depuis 2017) Président de la Communauté de communes du Bocage Bourbonnais (depuis 2017)                                             |
| 2021             | 2028             | 2021   | en cours | Marie-Françoise Lacarin |        | PCF    | Conseillère sortante |

#### Élections de mars 2015
Lors des élections départementales de 2015, le binôme composé de Jean-Paul Dufrègne, président du conseil général sortant, et Marie-Françoise Lacarin (PCF) est élu au premier tour avec 54,70 % des suffrages exprimés, devant le binôme composé d'Aurélie Schabert et Yves Simon (DVD) (30,16 %). Le taux de participation est de 62,26 % (7 331 votants sur 11 775 inscrits) contre 53,8 % au niveau départemental et 50,17 % au niveau national.

#### Élections de juin 2021
Le premier tour des élections départementales de 2021 est marqué par un très faible taux de participation (33,26 % au niveau national). Dans le canton de Souvigny, ce taux de participation est de 43,95 % (5 067 votants sur 11 528 inscrits) contre 36,56 % au niveau départemental. À l'issue de ce premier tour, deux binômes sont en ballottage : Jean-Marc Dumont et Marie-Françoise Lacarin (PCF, 55,18 %) et Agnès Challeton et Frédéric Verdier (Divers, 44,82 %).
Le second tour des élections est marqué une nouvelle fois par une abstention massive équivalente au premier tour. Les taux de participation sont de 34,3 % au niveau national, 37,8 % dans le département et 47,39 % dans le canton de Souvigny. Jean-Marc Dumont et Marie-Françoise Lacarin (PCF) sont élus avec 53,38 % des suffrages exprimés (2 770 voix pour 5 465 votants et 11 531 inscrits),,.

## Composition

### Composition avant 2015
Le canton de Souvigny regroupait 11 communes.
| Nom                  | Code Insee | Codepostal | Superficie (km2) | Population (dernière pop. légale) | Densité (hab./km2) |
| -------------------- | ---------- | ---------- | ---------------- | --------------------------------- | ------------------ |
| Souvigny (chef-lieu) | 03275      | 03210      | 44,35            | 1 949 (2012)                      | 44                 |
| Agonges              | 03002      | 03210      | 24,10            | 355 (2012)                        | 15                 |
| Autry-Issards        | 03012      | 03210      | 19,45            | 353 (2012)                        | 18                 |
| Besson               | 03026      | 03210      | 47,16            | 783 (2012)                        | 17                 |
| Bresnay              | 03039      | 03210      | 23,13            | 383 (2012)                        | 17                 |
| Chemilly             | 03073      | 03210      | 16,94            | 626 (2012)                        | 37                 |
| Gipcy                | 03122      | 03210      | 27,57            | 229 (2012)                        | 8,3                |
| Marigny              | 03162      | 03210      | 17,24            | 191 (2012)                        | 11                 |
| Meillers             | 03170      | 03210      | 23,48            | 150 (2012)                        | 6,4                |
| Noyant-d'Allier      | 03202      | 03210      | 21,05            | 681 (2012)                        | 32                 |
| Saint-Menoux         | 03247      | 03210      | 27,62            | 1 041 (2012)                      | 38                 |

### Composition depuis 2015
À la suite du décret du 27 février 2014, le canton de Souvigny regroupe vingt-neuf communes. Ce sont les onze communes de l'ancien canton de Souvigny auxquelles s'ajoutent les onze du canton du Montet, six issues du canton de Saint-Pourçain-sur-Sioule et une du canton de Moulins-Sud.
| Nom                              | Code Insee | Intercommunalité                 | Superficie (km2) | Population (dernière pop. légale) | Densité (hab./km2) | Modifier                                    |
| -------------------------------- | ---------- | -------------------------------- | ---------------- | --------------------------------- | ------------------ | ------------------------------------------- |
| Souvigny (bureau centralisateur) | 03275      | CA Moulins Communauté            | 44,35            | 1 717 (2022)                      | 39                 | modifier les données · modifier les données |
| Agonges                          | 03002      | CC du Bocage Bourbonnais         | 24,10            | 304 (2022)                        | 13                 | modifier les données · modifier les données |
| Autry-Issards                    | 03012      | CC du Bocage Bourbonnais         | 19,45            | 309 (2022)                        | 16                 | modifier les données · modifier les données |
| Besson                           | 03026      | CA Moulins Communauté            | 47,16            | 746 (2022)                        | 16                 | modifier les données · modifier les données |
| Bransat                          | 03038      | CC Saint-Pourçain Sioule Limagne | 15,52            | 529 (2022)                        | 34                 | modifier les données · modifier les données |
| Bresnay                          | 03039      | CA Moulins Communauté            | 23,13            | 385 (2022)                        | 17                 | modifier les données · modifier les données |
| Bressolles                       | 03040      | CA Moulins Communauté            | 23,38            | 1 141 (2022)                      | 49                 | modifier les données · modifier les données |
| Cesset                           | 03049      | CC Saint-Pourçain Sioule Limagne | 12,19            | 428 (2022)                        | 35                 | modifier les données · modifier les données |
| Châtel-de-Neuvre                 | 03065      | CC du Bocage Bourbonnais         | 19,34            | 557 (2022)                        | 29                 | modifier les données · modifier les données |
| Châtillon                        | 03069      | CC du Bocage Bourbonnais         | 12,90            | 313 (2022)                        | 24                 | modifier les données · modifier les données |
| Chemilly                         | 03073      | CA Moulins Communauté            | 16,94            | 588 (2022)                        | 35                 | modifier les données · modifier les données |
| Contigny                         | 03083      | CC Saint-Pourçain Sioule Limagne | 17,93            | 575 (2022)                        | 32                 | modifier les données · modifier les données |
| Cressanges                       | 03092      | CC du Bocage Bourbonnais         | 41,76            | 637 (2022)                        | 15                 | modifier les données · modifier les données |
| Deux-Chaises                     | 03099      | CC du Bocage Bourbonnais         | 41,01            | 380 (2022)                        | 9,3                | modifier les données · modifier les données |
| Gipcy                            | 03122      | CC du Bocage Bourbonnais         | 27,57            | 236 (2022)                        | 8,6                | modifier les données · modifier les données |
| Laféline                         | 03134      | CC Saint-Pourçain Sioule Limagne | 23,10            | 183 (2022)                        | 7,9                | modifier les données · modifier les données |
| Marigny                          | 03162      | CA Moulins Communauté            | 17,24            | 200 (2022)                        | 12                 | modifier les données · modifier les données |
| Meillard                         | 03169      | CC du Bocage Bourbonnais         | 25,48            | 307 (2022)                        | 12                 | modifier les données · modifier les données |
| Meillers                         | 03170      | CC du Bocage Bourbonnais         | 23,48            | 128 (2022)                        | 5,5                | modifier les données · modifier les données |
| Monétay-sur-Allier               | 03176      | CC Saint-Pourçain Sioule Limagne | 11,77            | 538 (2022)                        | 46                 | modifier les données · modifier les données |
| Le Montet                        | 03183      | CC du Bocage Bourbonnais         | 1,77             | 469 (2022)                        | 265                | modifier les données · modifier les données |
| Noyant-d'Allier                  | 03202      | CC du Bocage Bourbonnais         | 21,05            | 599 (2022)                        | 28                 | modifier les données · modifier les données |
| Rocles                           | 03214      | CC du Bocage Bourbonnais         | 21,66            | 330 (2022)                        | 15                 | modifier les données · modifier les données |
| Saint-Menoux                     | 03247      | CC du Bocage Bourbonnais         | 27,62            | 1 135 (2022)                      | 41                 | modifier les données · modifier les données |
| Saint-Sornin                     | 03260      | CC du Bocage Bourbonnais         | 19,44            | 220 (2022)                        | 11                 | modifier les données · modifier les données |
| Le Theil                         | 03281      | CC Saint-Pourçain Sioule Limagne | 28,92            | 388 (2022)                        | 13                 | modifier les données · modifier les données |
| Treban                           | 03287      | CC du Bocage Bourbonnais         | 25,63            | 376 (2022)                        | 15                 | modifier les données · modifier les données |
| Tronget                          | 03292      | CC du Bocage Bourbonnais         | 31,06            | 889 (2022)                        | 29                 | modifier les données · modifier les données |
| Verneuil-en-Bourbonnais          | 03307      | CC Saint-Pourçain Sioule Limagne | 14,14            | 237 (2022)                        | 17                 | modifier les données · modifier les données |
| Canton de Souvigny               | 0316       |                                  | 679,09           | 14 844 (2022)                     | 22                 | modifier les données                        |

## Démographie

### Démographie avant 2015
| 1962  | 1968  | 1975  | 1982  | 1990  | 1999  | 2006  | 2011  | 2012  |
| ----- | ----- | ----- | ----- | ----- | ----- | ----- | ----- | ----- |
| 8 840 | 8 237 | 7 276 | 6 933 | 7 014 | 6 694 | 6 678 | 6 820 | 6 741 |

### Démographie depuis 2015
En 2022, le canton comptait 14 844 habitants, en évolution de −1,64 % par rapport à 2016 (Allier : −1,38 %, France hors Mayotte : +2,11 %).
| 2013   | 2018   | 2022   |
| ------ | ------ | ------ |
| 15 260 | 15 039 | 14 844 |